# سوق الأربعاء (الموصل)
سوق الأربعاء هو سوق تاريخي يقع في باب الطوب في قلب مدينة الموصل ويعد من الاسواق القديمة في العراق حيث يعود تاريخة الى العصر الاموي حيث كان يجتمع فيه الناس لبيع وشراء السلع كل يوم اربعاء واستمر على هذا النحو لعدة قرون من الزمن وقد تغير الى يوم الجمعة في الوقت الحالي الا ان تسميتة بقت سوق الاربعاء.